# Dolichopeza picticeps
Dolichopeza picticeps är en tvåvingeart som beskrevs av Alexander 1925. Dolichopeza picticeps ingår i släktet Dolichopeza och familjen storharkrankar. Inga underarter finns listade i Catalogue of Life.